# Miriam Cates
Pour les articles homonymes, voir Cates.
Miriam Joy Cates (née le 23 août 1982) est une femme politique du Parti conservateur britannique qui est députée pour Penistone et Stocksbridge de 2019 à 2024.

## Jeunesse
Cates est née à Sheffield, dans le Yorkshire du Sud, en Angleterre, et fréquente l'école King Edward VII. Elle étudie la génétique à l'université de Cambridge obtenant un certificat de troisième cycle en éducation de l'Université de Sheffield Hallam et travaille comme professeur de sciences dans une école de Sheffield. Elle est ensuite directrice financière du cabinet de conseil en technologie Redemption Media. Cates est copropriétaire de l'entreprise avec son mari.

## Carrière politique
Cates est élue en 2015 comme conseillère du quartier Oughtibridge au conseil paroissial de Bradfield. Elle est réélue en 2019.
Cates se présente comme candidate du parti conservateur dans le quartier de Stannington aux élections du conseil municipal de Sheffield en 2018. Elle obtient 898 voix et termine troisième derrière les candidats libéraux-démocrates.
Cates est sélectionnée comme candidate conservatrice pour Penistone et Stocksbridge le 24 octobre 2018. Elle a auparavant soutenu le maintien de l'adhésion à l'Union européenne lors du référendum de 2016, mais, pendant la campagne électorale, déclare qu'elle a depuis changé d'avis et soutient le Brexit. Cates est élu député aux élections générales de 2019 avec une majorité de 7 210 voix (14,5 %) sur une oscillation de 8,6 % des travaillistes aux conservateurs.

## Vie privée
Cates vit à Oughtibridge, un petit village près de Stocksbridge, dans sa circonscription, avec son mari et ses trois enfants.